# Mònica López i Moyano
Mònica López i Moyano (La Seu d'Urgell, Alt Urgell, 10 de gener de 1975), és llicenciada en física. Fou presentadora del temps a Televisió de Catalunya i després presentadora del programa La Hora de la 1, a TVE.
Llicenciada en Física per la Universitat de Barcelona l'any 1997, va entrar a formar part de la primera empresa espanyola dedicada a l'elaboració d'informació meteorològica (Serveis Audiovisuals de Meteorologia d'Activa Multimèdia), com a responsable de la secció de meteorologia. Va debutar com a meteorologa a Teletemps, de Via Digital, i després al Canal Meteo de Canal Satélite Digital i posteriorment al Canal 33. Va arribar a TV-3 el 2001 per fer El Temps i des de l'any 2003 i fins al 2008, va ser la presentadora de l'espai del temps de TV3 i el Canal 33. Des del 23 d'abril del 2004 va ser també la meteoròloga del programa matinal de TV3, Els matins, presentat i dirigit per Josep Cuní. Va presentar les campanades de TV3 del Cap d'Any del 2006.
Des de l'any 2005 col·labora en la revista de divulgació Nat amb una secció sobre els fenòmens meteorològics. L'any 2007 ha publicat el llibre Si no plou, plourà, un recull de refranys i frases fetes sobre el temps i els fenòmens meteorològics.
El juliol del 2008 va deixar TV3 per ser la nova cap dels serveis meteorològics de TVE a Madrid. Al llarg d'aquests anys ha participat en diversos programes de la casa, com La aventura del saber (La 2) o Aquí la Tierra (La 1). El 31 d'agost del 2020 va fer un canvi de rumb a la seva vida professional. Passà a presentar el programa matinal La Hora de la 1.